# Lake Colorado City (Teksas)
Lake Colorado je naseljeno mjesto za statističke potrebe u američkoj saveznoj državi Teksas. Prema popisu stanovništva iz 2010. u njemu je živjelo 588 stanovnika.